# Campionati europei di ciclismo su pista 2015
I Campionati europei di ciclismo su pista 2015 si sono svolti a Grenchen, in Svizzera, tra il 14 e il 18 ottobre 2015. Hanno visto la partecipazione di 255 atleti in rappresentanza di 27 Nazioni e l'assegnazione di ventuno titoli continentali, undici maschili e dieci femminili.

## Programma
Giovedì 15 ottobre
- Inseguimento a squadre femminile
- Inseguimento a squadre maschile
- Velocità a squadre femminile
- Velocità a squadre maschile
- Scratch maschile
- Corsa a punti femminile

Venerdì 16 ottobre
- Scratch femminile
- Corsa a punti maschile
- Velocità maschile
- Velocità femminile

Sabato 17 ottobre
- Inseguimento individuale maschile
- Corsa a eliminazione maschile
- Omnium maschile
- 500 metri da fermo
- Chilometro da fermo

Domenica 18 ottobre
- Americana
- Inseguimento individuale femminile
- Keirin femminile
- Keirin maschile
- Omnium femminile
- Corsa a eliminazione femminile

## Nazioni partecipanti
Hanno partecipato alla competizione 255 ciclisti, 157 uomini e 98 donne, in rappresentanza di 27 federazioni ciclistiche e altrettante Nazioni (tra parentesi il numero di atleti iscritti nelle gare maschili e femminili).
- Austria (3+0)
- Azerbaigian (1+1)
- Belgio (6+3)
- Bielorussia (10+5)
- Bulgaria (3+0)
- Danimarca (6+1)
- Finlandia (2+2)
- Francia (10+7)
- Georgia (1+0)

- Germania (12+8)
- Gran Bretagna (12+8)
- Grecia (3+1)
- Irlanda (6+7)
- Italia (8+8)
- Lituania (2+6)
- Norvegia (2+1)
- Paesi Bassi (9+3)
- Polonia (8+9)

- Portogallo (2+0)
- Rep. Ceca (11+2)
- Russia (12+10)
- Slovacchia (0+1)
- Spagna (8+6)
- Svizzera (8+2)
- Turchia (2+0)
- Ucraina (8+7)
- Ungheria (2+0)

## Medagliere
| Pos.   | Nazione       | Oro | Argento | Bronzo | Totale |
| ------ | ------------- | --- | ------- | ------ | ------ |
| 1      | Gran Bretagna | 6   | 0       | 3      | 9      |
| 2      | Paesi Bassi   | 5   | 2       | 2      | 9      |
| 3      | Russia        | 2   | 3       | 3      | 8      |
| 4      | Polonia       | 2   | 1       | 2      | 5      |
| 5      | Spagna        | 2   | 0       | 1      | 3      |
| 6      | Francia       | 1   | 5       | 2      | 8      |
| 7      | Svizzera      | 1   | 2       | 1      | 4      |
| 8      | Italia        | 1   | 2       | 0      | 3      |
| 9      | Rep. Ceca     | 1   | 0       | 1      | 2      |
| 10     | Germania      | 0   | 4       | 3      | 7      |
| 11     | Danimarca     | 0   | 2       | 1      | 3      |
| 12     | Bielorussia   | 0   | 0       | 1      | 1      |
| 12     | Lituania      | 0   | 0       | 1      | 1      |
| Totale | Totale        | 21  | 21      | 21     | 63     |

## Sommario degli eventi
| Eventi                            | Oro                                                                                                  | Prestazione | Argento | Prestazione | Bronzo | Prestazione |
| Uomini                            | |             | |             | |             |
| Chilometro da fermo dettagli      | Jeffrey Hoogland Paesi Bassi                                                                         | 1'00"350    | Joachim Eilers Germania                                                                                             | 1'00"569    | Robin Wagner Rep. Ceca                                                                                              | 1'01"057    |
| Keirin dettagli                   | Pavel Kelemen Rep. Ceca                                                                              |             | François Pervis Francia                                                                                             |             | Denis Dmitriev Russia                                                                                               |             |
| Velocità dettagli                 | Jeffrey Hoogland Paesi Bassi                                                                         |             | Max Niederlag Germania                                                                                              |             | Damian Zieliński Polonia                                                                                            |             |
| Velocità a squadre dettagli       | Paesi Bassi Hugo Haak Nils van 't Hoenderdaal Jeffrey Hoogland                                       | 43"232      | Polonia Grzegorz Drejgier Krzysztof Maksel Rafał Sarnecki                                                           | 43"358      | Germania Joachim Eilers Robert Förstemann Max Niederlag Maximilian Levy                                             | 43"210      |
| Inseguimento individuale dettagli | Stefan Küng Svizzera                                                                                 | 4'14"992    | Domenic Weinstein Germania                                                                                          | 4'17"775    | Dion Beukeboom Paesi Bassi                                                                                          | 4'21"669    |
| Inseguimento a squadre dettagli   | Gran Bretagna Jonathan Dibben Owain Doull Andrew Tennant Bradley Wiggins Steven Burke Matthew Gibson | 3'55"243    | Svizzera Silvan Dillier Stefan Küng Frank Pasche Théry Schir                                                        | 3'57"245    | Danimarca Lasse Norman Hansen Daniel Henning Hartvig Casper Pedersen Rasmus Christian Quaade Mathias Møller Nielsen | 3'57"930    |
| Corsa a punti dettagli            | Wojciech Pszczolarski Polonia                                                                        | 21 pt.      | Benjamin Thomas Francia                                                                                             | 21 pt.      | Claudio Imhof Svizzera                                                                                              | 19 pt.      |
| Americana dettagli                | Spagna Sebastián Mora Albert Torres                                                                  | 12 pt.      | Russia Michail Radionov Andrej Sazanov                                                                              | 0 pt.       | Francia Bryan Coquard Morgan Kneisky                                                                                | 24 pt. (-1) |
| Scratch dettagli                  | Sebastián Mora Spagna                                                                                |             | Tristan Marguet Svizzera                                                                                            |             | Adrian Tekliński Polonia                                                                                            |             |
| Omnium dettagli                   | Elia Viviani Italia                                                                                  | 191 pt.     | Lasse Norman Hansen Danimarca                                                                                       | 191 pt.     | Jonathan Dibben Gran Bretagna                                                                                       | 188 pt.     |
| Corsa a eliminazione dettagli     | Bryan Coquard Francia                                                                                |             | Simone Consonni Italia                                                                                              |             | Christopher Latham Gran Bretagna                                                                                    |             |
| Donne                             | |             | |             | |             |
| 500 metri da fermo dettagli       | Anastasija Vojnova Russia                                                                            | 32"794 (WR) | Elis Ligtlee Paesi Bassi                                                                                            | 33"561      | Dar'ja Šmelëva Russia                                                                                               | 33"842      |
| Keirin dettagli                   | Elis Ligtlee Paesi Bassi                                                                             |             | Virginie Cueff Francia                                                                                              |             | Ekaterina Gnidenko Russia                                                                                           |             |
| Velocità dettagli                 | Elis Ligtlee Paesi Bassi                                                                             |             | Anastasija Vojnova Russia                                                                                           |             | Kristina Vogel Germania                                                                                             |             |
| Velocità a squadre dettagli       | Russia Dar'ja Šmelëva Anastasija Vojnova                                                             | 32"443      | Germania Kristina Vogel Miriam Welte                                                                                | 33"013      | Paesi Bassi Elis Ligtlee Laurine van Riessen                                                                        | 33"091      |
| Inseguimento individuale dettagli | Katie Archibald Gran Bretagna                                                                        | 3'32"832    | Élise Delzenne Francia                                                                                              | 3'37"331    | Ciara Horne Gran Bretagna                                                                                           | 3'35"288    |
| Inseguimento a squadre dettagli   | Gran Bretagna Katie Archibald Elinor Barker Joanna Rowsell Laura Trott Ciara Horne                   | 4'17"010    | Russia Gulnaz Badykova Tamara Balabolina Aleksandra Čekina Marija Savickaja Aleksandra Gončarova Evgenija Romanjuta | OVL         | Bielorussia Kacjaryna Piatruskaja Polina Pivavarava Ina Savenka Marina Šmajankova                                   | 4'32"595    |
| Corsa a punti dettagli            | Katarzyna Pawłowska Polonia                                                                          | 46 pt.      | Élise Delzenne Francia                                                                                              | 35 pt.      | Stephanie Pohl Germania                                                                                             | 32 pt.      |
| Scratch dettagli                  | Laura Trott Gran Bretagna                                                                            |             | Kirsten Wild Paesi Bassi                                                                                            |             | Roxane Fournier Francia                                                                                             |             |
| Omnium dettagli                   | Laura Trott Gran Bretagna                                                                            | 231 pt.     | Amalie Dideriksen Danimarca                                                                                         | 195 pt.     | Aušrinė Trebaitė Lituania                                                                                           | 185 pt.     |
| Corsa a eliminazione dettagli     | Katie Archibald Gran Bretagna                                                                        |             | Annalisa Cucinotta Italia                                                                                           |             | Irene Usabiaga Spagna                                                                                               |             |